# International Center for Ethnobotanical Education, Research and Service
ICEERS (sigles d'International Center for Ethnobotanical Education, Research and Service) és una organització sense ànim de lucre creada el 2008 amb seu a Barcelona dedicada a la promoció de la investigació científica de plantes amb propietats medicinals per a l'ús terapèutic i en el desenvolupament personal.

## Història
La fundació va crear el Fons de Defensa de l'Ayahuasca (ADF, sigles en anglès per a Ayahuasca Defense Fund), un programa que busca brindar assessoria legal a persones que enfronten processos judicials per l'ús de plantes com l'ayahuasca i el cànnabis. Per a la creació del fons s'ha recorregut a campanyes de finançament col·lectiu a Indiegogo. El fons és coordinat per l'advocada mexicana i especialista en drets humans Natalia Rebollo.
La idea del fons va sorgir a la Conferència Mundial sobre l'Ayahuasca del 2014, no obstant ICEERS ja havia iniciat el suport legal a persones des del 2010. El programa reuneix una comunitat internacional d'experts en polítiques de drogues, advocats i científics experts en l'ayahuasca, i l'assessoria legal es fa de manera gratuïta.
L'ADF considera també activitats educatives que tenen com a objectiu prevenir incidents legals abans no passin. Com que el panorama legal de l'ayahuasca i d'altres plantes tradicionals és complex i confús, i hi ha força desinformació en línia, els esforços per a educar i informar són prioritaris, així com informació sobre tendències legals i casos.
ICEERS organitza la Conferència Mundial sobre l'Ayahuasca, congressos internacionals multidisciplinaris amb l'objectiu de «donar resposta a les necessitats derivades de la globalització de l'ayahuasca i avançar en el reconeixement de la planta i de les pràctiques rituals com a patrimoni cultural de la humanitat, perquè siguin protegides i no perseguides». La primera edició el 2014 es va dur a terme al Palau de Congressos d'Eivissa del 25 al 27 de setembre. La segona edició el 2016 es va dur a terme el 17 al 22 d'octubre a la Universitat Federal d'Acre a Río Branco. La tercera edició el 2019 es va dur a terme a Girona del 30 de maig a l'1 de juny.